# Хенриет ван Линден
Хенриет Йохана Корнелия Мария баронеса ван Линден е нидерландски дипломат, пълноправен и пълномощен посланик на Кралство Нидерландия в Република България (2001 – 2005).

## Биография

### Произход и образование
Дъщеря е на холандския благородник барон ван дер Линден и маркиза фон Зак. Родена в Амстердам.
Завършва социални науки и е специализирала философия и арабски езици в университета в Амстердам. Била е на дипломатическа работа в Кайро, Бейрут, Лондон и Брюксел преди да заеме поста извънреден и пълномощен посланик в София.

### Мисия в България
Тя е пълноправен и пълномощен посланик на Кралство Нидерландия в Република България в периода 2001 - 2005 г. На 22 юли 2005 година получава най-голямото отличие орден „Стара планина“ I степен за изключително големите заслуги за развитието на отношенията на България с Нидерландия и по повод окончателното и отпътуване от страната.
Един от критиците на България за липсата на съдебна реформа.
Наред с многообразната ѝ дейност в периода на присъединяване на България към ЕС, нейна е нестандартната инициатива за т.нар. „стихове по стените“ (проекта „Европейска поезия на стената – единство в многообразието“) в София, към която се присъединяват и други посолства на страни-членки на общността.

### Последна мисия и смърт
Последната ѝ дипломатическа мисия е във Ватикана.
Умира внезапно на 60-годишна възраст в нощта на 5 срещу 6 ноември 2010 г. в резултат на тежко заболяване.

## Семейство
Баронесата е омъжена за авторитетния журналист Аернаут ван Линден, работил за Би Би Си, „Вашингтон пост“, редица британски и холандски вестници. По време на престоя си в България, вече оттеглил се от активна работа, той преподава в Американския университет в България, Благоевград.